# USNS Private Joe P. Martinez (T-AP-187)
Le USNS Private Joe P. Martinez (T-AP-187) était un navire de charge construit pour l'United States Navy à la fin de la Seconde Guerre mondiale. Il était nommé en l'honneur de Joe P. Martínez (en), un récipiendaire de la Medal of Honor. Avant d'être transféré à l'United States Army le 5 septembre 1946, il portait le nom de Stevens Victory.